# Miss Monde 2021
Miss Monde 2022 est la 70e cérémonie de Miss Monde, qui s’est déroulée au Coliseo José Miguel Agrelot, à San Juan, à Porto Rico, le 16 mars 2022. La gagnante est la Polonaise Karolina Bielawska. Comme le titre n'a pas été attribué en 2020, à cause de la pandémie de Covid-19, elle succède à la Jamaïcaine Toni-Ann Singh, Miss Monde 2019. 
C'est la seconde Polonaise à remporter la couronne de Miss Monde, après le sacre de Aneta Kręglicka en 1989. C'est la 1re fois que l'île de Porto Rico accueille le concours Miss Monde, depuis sa création en 1951.
Le concours de Miss Monde 2022 ayant été annulé à cause du retard du concours 2021, la gagnante a conservé son titre jusqu'au concours de Miss Monde 2023.

## Organisation
Une annonce est faite le 2 juillet 2019 dans l'émission Good Morning Britain sur ITV, qui annonçait la tenue de la cérémonie de Miss Monde 2020 en Thaïlande. Cependant, le 22 janvier 2020, lors de la venue de Miss Monde 2019 à l'Île Maurice, le ministre mauricien du tourisme fait état de négociations pour accueillir le concours sur son île,.
Cependant, plusieurs candidates ayant été testées positives au Covid-19, l'organisation Miss Monde a dû annuler l’élection, et l’a reporté au second semestre 2021, afin de ne prendre aucun risque supplémentaire.
Le 10 mars 2021, Miss Monde 2016, Stephanie Del Valle, annonce la tenue de la cérémonie à San Juan, capitale de Porto Rico. La date initiale annoncée pour l'élection est le 16 décembre 2021, précédée d'un séjour de préparation de 4 semaines débutant le 21 novembre 2021.
Le 16 décembre 2021, à quelques heures de la cérémonie, le concours est reporté en raison de plusieurs cas de Covid-19 parmi les candidates. Quelques jours plus tard, la nouvelle date officielle de la cérémonie est annoncée : le 16 mars 2022, toujours à San Juan.
Le 21 janvier 2022, pour limiter le risque sanitaire, l'organisation Miss Monde annonce que seules les candidates sélectionnées dans le Top 40 voyageront jusqu'à Porto Rico pour participer à la suite de la compétition. L'ensemble des 97 candidates sera présenté lors de la cérémonie.

## Résultats

### Classement final
| Résultats finaux | Candidates |
| ---------------- | --- |
| Miss Monde 2021  | - Pologne – Karolina Bielawska |
| 1re dauphine     | - États-Unis – Shree Saini |
| 2e dauphine      | - Côte d'Ivoire – Olivia Yacé |
| Top 6            | - Indonésie – Pricilia Carla Yules - Irlande du Nord – Anna Leitch - Mexique – Karolina Vidales |
| Top 13           | - Colombie – Andrea Aguilera - France – April Benayoum - Inde – Manasa Varanasi - Philippines – Tracy Perez - République tchèque – Karolína Kopíncová - Somalie – Khadija Omar - Viêt Nam – Đỗ Thị Hà |
| Top 40,          | - Afrique du Sud – Shudufhadzo Musiḓa - Angleterre – Rehema Muthamia - Argentine – Amira Hidalgo - Bahamas – Sienna Evans - Botswana – Palessa Molefe - Brésil – Caroline Teixeira - Cameroun – Audrey Monkam - Canada – Svetlana Mamaeva - Chili – Carol Drpic - Chine – Jiang Siqi - Équateur – Ámar Pacheco - Guinée – Nene Bah - Hongrie – Lili Tótpeti - Irlande – Pamela Uba - Islande – Hugrún Birta Egilsdóttir - Kenya – Sharon Obara - Madagascar – Nellie Anjaratiana - Malaisie – Lavanya Sivaji - Mongolie – Burte-Ujin Anu - Népal – Namrata Shrestha - Nicaragua – Sheynnis Palacios - Paraguay – Bethania Borba - Porto Rico – Aryam Díaz - République dominicaine – Emmy Pena - Sri Lanka – Sadé Greenwood - Trinité-et-Tobago – Jeanine Brandt - Venezuela – Alejandra Conde |

### Les Reines de beauté continentales
| Titres                    | Candidates                           |
| Miss Monde Afrique        | - Côte d'Ivoire – Olivia Yacé        |
| Miss Monde Amériques      | - États-Unis – Shree Saini           |
| Miss Monde Asie & Océanie | - Indonésie – Carla Yules            |
| Miss Monde Caraïbes       | - République dominicaine – Emmy Peña |
| Miss Monde Europe         | - Irlande du Nord – Anna Leitch      |

### Ordre d'annonce des finalistes
| 1. Côte d'Ivoire 2. Népal 3. Paraguay 4. Venezuela 5. Botswana 6. Cameroun 7. Philippines 8. Nicaragua 9. Mongolie 10. Mexique 11. Afrique du Sud 12. Angleterre 13. États-Unis 14. Inde 15. Kenya 16. Pologne 17. Hongrie 18. Porto Rico 19. Colombie 20. République tchèque 21. Irlande du Nord 22. France 23. Équateur 24. Guinée 25. Bahamas 26. Malaisie 27. Brésil 28. Madagascar 29. Indonésie 30. Trinité-et-Tobago 31. Argentine 32. Canada 33. République dominicaine 34. Irlande 35. Somalie 36. Chili 37. Chine 38. Sri Lanka 39. Viêt Nam 40. Islande | 1. Viêt Nam 2. Mexique 3. Irlande du Nord 4. Philippines 5. Pologne 6. Somalie 7. États-Unis 8. Colombie 9. République tchèque 10. France 11. Inde 12. Indonésie 13. Côte d'Ivoire 1. Pologne 2. États-Unis 3. Côte d'Ivoire 4. Indonésie 5. Mexique 6. Irlande du Nord |

## Candidates
Il y a 97 candidates, soit 14 de moins qu'en 2019 et 21 de moins qu'en 2018.
| Pays / Territoire      | Nom                     | Âge    | Taille | Résidence         |
| ---------------------- | ----------------------- | ------ | ------ | ----------------- |
| Afrique du Sud         | Shudufhadzo Musiḓa,     | 25 ans | 1,74 m | Limpopo           |
| Albanie                | Amela Agastra           | 18 ans | 1,68 m | Tirana            |
| Angleterre             | Rehema Muthamia,        | 25 ans | 1,70 m | Londres           |
| Angola                 | Ruth Carlos,            | 24 ans | 1,80 m | Huambo            |
| Argentine              | Amira Hidalgo,          | 25 ans | 1,70 m | Buenos Aires      |
| Arménie                | Mirna Bzdigian,         | 19 ans | 1,78 m | Erevan            |
| Bahamas                | Sienna Evans,           | 24 ans | 1,75 m | Nassau            |
| Belgique               | Céline Van Ouytsel,     | 24 ans | 1,69 m | Herentals         |
| Belize                 | Markeisha Young,        | 21 ans | 1,83 m | San Ignacio       |
| Bolivie                | Alondra Campos,         | 20 ans | 1,69 m | Trinidad          |
| Bosnie-Herzégovine     | Adna Biber,             | 19 ans | 1,83 m | Sarajevo          |
| Botswana               | Palessa Molefe          | 22 ans | 1,67 m | Gaborone          |
| Brésil                 | Caroline Teixeira,      | 23 ans | 1,77 m | Brasilia          |
| Bulgarie               | Eva Dobreva,            | 21 ans | 1,75 m | Varna             |
| Cambodge               | Sophorn Phum            | 19 ans | 1,72 m | Phnom Penh        |
| Cameroun               | Audrey Monkam,          | 26 ans | 1,80 m | Bali              |
| Canada                 | Svetlana Mamaeva,       | 25 ans | 1,80 m | Maple             |
| Chili                  | Carol Drpic,            | 22 ans | 1,73 m | Punta Arenas      |
| Chine                  | Jiang Siqi              | 21 ans | 1,77 m | Wuhan             |
| Colombie               | Andrea Aguilera,        | 25 ans | 1,72 m | Medellín          |
| Corée-du-Sud           | Tara Hong               | 21 ans | 1,75 m | Séoul             |
| Costa Rica             | Tamara Dal Maso,        | 23 ans | 1,68 m | Puntarenas        |
| Côte d'Ivoire          | Olivia Yacé,            | 23 ans | 1,80 m | Yamoussoukro      |
| Curaçao                | Alvinette Soliana       | 20 ans | 1,71 m | Willemstad        |
| Écosse                 | Claudia Todd,           | 25 ans | 1,75 m | Bothwell          |
| Équateur               | Ámar Ibarra,            | 25 ans | 1,72 m | Guayaquil         |
| Espagne                | Ana García Segundo,     | 24 ans | 1,80 m | Almería           |
| Estonie                | Karolin Kippasto,       | 25 ans | 1,72 m | Tartu             |
| États-Unis             | Shree Saini,            | 25 ans | 1,75 m | Seattle           |
| Finlande               | Emilia Lepomäki,        | 23 ans | 1,75 m | Vantaa            |
| France                 | April Benayoum,         | 22 ans | 1,76 m | Aix-en-Provence   |
| Ghana                  | Monique Agbedekpui,     | 24 ans | 1,79 m | Accra             |
| Gibraltar              | Janice Sampere,         | 24 ans | 1,68 m | Gibraltar         |
| Guadeloupe             | Prescilla Larose,       | 22 ans | 1,75 m | Le Moule          |
| Guinée                 | Nene Mariama Saran Bah, | 26 ans | 1,79 m | Conakry           |
| Guinée équatoriale     | Lucila Benita,          | 21 ans | 1,70 m | Malabo            |
| Guinée-Bissau          | Itchacénia Da Costa     | 23 ans | 1,79 m | Bissau            |
| Haïti                  | Erlande Berger,         | 24 ans | 1,78 m | Port-au-Prince    |
| Honduras               | Dayana Bordas,          | 21 ans | 1,70 m | Ahuas             |
| Hongrie                | Lili Tótpeti,           | 20 ans | 1,70 m | Nagykanizsa       |
| Îles Caïmans           | Rashana Hydes,          | 25 ans | 1,70 m | West Bay          |
| Inde                   | Manasa Varanasi,        | 24 ans | 1,70 m | Hyderabad         |
| Indonésie              | Carla Yules,            | 25 ans | 1,75 m | Barru             |
| Irak                   | Maria Makho,            | 20 ans | 1,75 m | Mossoul           |
| Irlande                | Pamela Uba,             | 26 ans | 1,65 m | Galway            |
| Irlande du Nord        | Anna Leitch,            | 27 ans | 1,72 m | Cookstown         |
| Islande                | Hugrún Egilsdóttir,     | 26 ans | 1,76 m | Reykjavik         |
| Italie                 | Claudia Motta,          | 21 ans | 1,74 m | Velletri          |
| Jamaïque               | Khalia Hall,            | 25 ans | 1,80 m | Saint Ann         |
| Japon                  | Tamaki Hoshi            | 20 ans | 1,77 m | Tokyo             |
| Kenya                  | Sharon Obara,           | 22 ans | 1,75 m | Nairobi           |
| Luxembourg             | Émilie Boland,          | 25 ans | 1,77 m | Sandweiler        |
| Macao                  | Jiani Yuan,             | 28 ans | 1,75 m | Macao             |
| Madagascar             | Nellie Anjaratiana,     | 25 ans | 1,70 m | Antananarivo      |
| Malaisie               | Lavanya Sivaji,         | 25 ans | 1,75 m | Selangor          |
| Malte                  | Naomi Dingli,           | 27 ans | 1,75 m | La Valette        |
| Maurice                | Angélique Sanson,       | 27 ans | 1,70 m | Curepipe          |
| Mexique                | Karolina Vidales,       | 24 ans | 1,74 m | Jiquilpan         |
| Moldavie               | Tatiana Ovcinicova      | 23 ans | 1,77 m | Chișinău          |
| Mongolie               | Burte-Ujin Anu          | 23 ans | 1,75 m | Oulan-Bator       |
| Namibie                | Annerie Maré,           | 26 ans | 1,79 m | Kamanjab          |
| Népal                  | Namrata Shrestha,       | 24 ans | 1,66 m | Katmandou         |
| Nicaragua              | Sheynnis Palacios,      | 21 ans | 1,78 m | Managua           |
| Nigeria                | Oluchi Madubuike,       | 25 ans | 1,75 m | Abuja             |
| Norvège                | Amine Storrød,          | 21 ans | 1,73 m | Hvaler            |
| Ouganda                | Elizabeth Bagaya,       | 26 ans | 1,69 m | Kampala           |
| Panama                 | Krysthelle Reichlin,    | 26 ans | 1,75 m | Panama            |
| Paraguay               | Bethania Rodriguez,     | 20 ans | 1,68 m | Presidente Franco |
| Pays de Galles         | Olivia Harris,          | 18 ans | 1,79 m | Magor             |
| Pays-Bas               | Lizzy Dobe,             | 21 ans | 1,63 m | Den Helder        |
| Pérou                  | Paula Montes,           | 25 ans | 1,74 m | Lima              |
| Philippines            | Tracy Perez,            | 28 ans | 1,67 m | Cebu              |
| Pologne                | Karolina Bielawska,     | 22 ans | 1,79 m | Łódź              |
| Porto Rico             | Aryam Díaz,             | 23 ans | 1,77 m | Naranjito         |
| Portugal               | Lidy Alves,             | 25 ans | 1,73 m | Vila Real         |
| République dominicaine | Emmy Peña,              | 24 ans | 1,80 m | Duarte            |
| République tchèque     | Karolína Kopíncová,     | 23 ans | 1,84 m | Brno              |
| Rwanda                 | Grace Ingabire,         | 25 ans |        | Kigali            |
| Sainte-Lucie           | Tyler Theophane,        | 23 ans | 1,65 m | Choiseul          |
| Saint-Martin           | Lara Mateo              | 24 ans | 1,72 m | Philipsburg       |
| Salvador               | Nicole Álvarez,         | 27 ans | 1,72 m | San Salvador      |
| Sénégal                | Penda Sy,               | 24 ans | 1,72 m | Tambacounda       |
| Serbie                 | Andrijana Savić,        | 21 ans | 1,74 m | Belgrade          |
| Singapour              | Khai Ling Ho,           | 18 ans | 1,67 m | Singapour         |
| Slovaquie              | Leona Novoberdaliu,     | 24 ans | 1,73 m | Bratislava        |
| Slovénie               | Maja Čolić,             | 22 ans | 1,75 m | Ribnica           |
| Somalie                | Khadija Omar,           | 20 ans |        | Mogadishu         |
| Sri Lanka              | Sadé Greenwood          | 19 ans | 1,75 m | Colombo           |
| Suède                  | Gabriella Mann,         | 26 ans | 1,74 m | Stockholm         |
| Tanzanie               | Juliana Rugumisa        | 24 ans | 1,75 m | Kilimanjaro       |
| Trinité-et-Tobago      | Jeanine Brandt,         | 26 ans | 1,75 m | San Fernando      |
| Tunisie                | Amani Layouni,          | 22 ans | 1,75 m | Mahdia            |
| Turquie                | Dilara Korkmaz,         | 22 ans | 1,76 m | Ankara            |
| Ukraine                | Olexandra Iaremtchouk,  | 22 ans | 1,72 m | Vinnytsia         |
| Uruguay                | Valentina Camejo,       | 24 ans | 1,67 m | Montevideo        |
| Venezuela              | Alejandra Conde,        | 24 ans | 1,70 m | Villa de Cura     |
| Viêt Nam               | Đỗ Thị Hà,              | 20 ans | 1,75 m | Thanh Hóa         |

## Compétitions

### Top Model
La compétition Top Model se déroule le 6 décembre 2021 par la sélection des 13 meilleures candidates.
Miss Côte d'Ivoire, Olivia Yacé, remporte la compétition et devient la première candidate à intégrer le top 40.
| Résultats | Candidates |
| Gagnante  | - Côte d'Ivoire – Olivia Yacé |
| Deuxième  | - Cameroun – Audrey Monkam |
| Troisième | - Porto Rico – Aryam Díaz |
| Top 13    | - Bahamas – Sienna Evans - France – April Benayoum - Kenya – Sharon Obara - Mexique – Karolina Vidales - Nicaragua – Sheynnis Palacios - Pologne – Karolina Bielawska - République dominicaine – Emmy Pena - République tchèque – Karolina Kopíncová - Venezuela – Alejandra Conde - Viêt Nam – Đỗ Thị Hà |

#### Prix du Designer
| Résultats | Candidates                    |
| Gagnante  | - Corée du Sud – Tara Hong    |
| Deuxième  | - Côte d'Ivoire – Olivia Yacé |
| Troisième | - Irak – Maria Farhad         |

### Sports
| Résultats          | Candidates |
| Gagnante           | - Mexique – Karolina Vidales |
| Deuxième           | - Islande – Hugrún Birta Egilsdóttir |
| Troisièmes ex æquo | - Irlande – Pamela Uba - Guinée-Bissau – Itchacénia Da Costa |
| Top 32             | Équipe Bleue : - Guinée – Néné Mariama Saran Bah - Irlande du Nord – Anna Leitch - Malte – Naomi Dingli - Maurice − Angélique Sanson - Nigeria – Oluchi Madubuike - Serbie - Andrijana Savic - Suède - Gabriella Lomm Mann - Tunisie - Amani Layouni Équipe Rouge : - Arménie – Mirna Bzdigian - Brésil – Caroline Teixeira - Gibraltar – Janice Sampere - Italie – Claudia Motta - Luxembourg – Emilie Boland - Pérou – Paula Montes Équipe Verte : - Botswana – Palesa Molefe - Canada – Svetlana Mamaeva - Corée du Sud – Tara Hong - Écosse – Claudia Todd - Jamaïque – Khalia Hall - Japon – Tamaki Hoshi - Norvège – Amine Storrød - Saint-Martin – Lara Mateo Équipe Jaune : - Argentine – Amira Hidalgo - Estonie – Karolin Kippasto - Finlande – Emilia Lepomäki - Hongrie – Lili Tótpeti - Kenya – Sharon Obara - Slovaquie – Leona Novoberdaliu - Slovénie – Maja Colic |

### Talent
| Résultats | Candidates |
| Gagnante  | - Mongolie – Burte-Ujin Anu |
| Deuxième  | - Norvège – Amine Storrød |
| Troisième | - Japon – Tamaki Hoshi |
| Quatrième | - Chili – Carol Drpic |
| Cinquième | - Irlande du Nord – Anna Leitch |
| Top 27    | - Afrique du Sud – Shudufhadzo Musida - Albanie – Amela Agastra - Angleterre – Rehema Muthamia - Botswana – Palesa Molefe - Bulgarie – Eva Dobreva - Corée du Sud – Tara Hong - Côte d'Ivoire – Olivia Yacé - Écosse – Claudia Todd - Équateur – Ámar Pacheco - États-Unis – Shree Saini - Gibraltar – Janice Sampere - Inde – Manasa Varanasi - Indonésie – Carla Yules - Irlande – Pamela Uba - Jamaïque – Khalia Hall - Kenya – Sharon Obara - Maurice – Angélique Sanson - Singapour – Khai Ling Ho - Slovénie – Maja Colic - Tunisie – Amani Layouni - Uruguay – Valentina Camejo - Viêt Nam – Đỗ Thị Hà |

### Multimedia
| Résultats | Candidate                     |
| Gagnante  | - Côte d'Ivoire – Olivia Yacé |

### Beauty with a Purpose: le projet humanitaire
Les finalistes sont officiellement annoncées sur la page Facebook de Miss Monde le 13 décembre 2021. 6 projets sont déclarés gagnants. L'ambassadrice Beauty with a Purpose, Miss États-Unis, a été désignée le soir de la finale le 16 mars 2022. Elle accompagnera la Miss Monde en titre durant son année de règne.
| Résultats         | Candidates |
| Ambassadrice BWAP | - États-Unis – Shree Saini |
| Gagnantes         | - Afrique du Sud – Shudufhadzo Musiḓa - Angleterre – Rehema Muthamia - États-Unis – Shree Saini - Inde – Manasa Varanasi - Kenya – Sharon Obara - Philippines – Tracy Perez |
| Top 10            | - Madagascar – Nellie Anjaratiana - Népal – Namrata Shrestha - République tchèque – Karolína Kopíncová - Sri Lanka – Sadé Greenwood |
| Top 28            | - Bahamas – Sienna Evans - Brésil – Caroline Teixeira - Cameroun – Audrey Monkam - Canada – Svetlana Mamaeva - Chili – Carol Drpic - Chine – Jiang Siqi - Équateur – Ámar Pacheco - Guinée – Nene Bah - Hongrie – Lili Tótpeti - Indonésie – Carla Yules - Irlande – Pamela Uba - Malaisie – Lavanya Sivaji - Mexique – Karolina Vidales - Nicaragua – Sheynnis Palacios - Paraguay – Bethania Borba - Trinité-et-Tobago – Jeanine Brandt - Venezuela – Alejandra Conde - Viêt Nam – Đỗ Thị Hà |

### Head-to-Head Challenge Rounds

#### Déroulement
Un monologue d'ouverture est présenté par chaque nation. Les concurrentes se présentent ensuite, en direct ou pré-enregistrée, durant un temps de deux minutes maximum. Les candidates doivent ensuite répondre aux questions du présentateur et de la communauté en ligne. Ce processus fait partie d'une discussion de groupe et dure environ 8 minutes. Finalement, chaque concurrente doit répondre à la question du jour (entre 30 et 45 secondes pour chaque nation).
Après les présentations d'ouverture, un vote du public est ouvert par le présentateur. Le vote reste ouvert jusqu'au début du prochain défi, lorsque la gagnante du groupe précédent est annoncée. Le vote du public se fait via le site officiel de Miss Monde, sur la page de la candidate, ainsi que sur les groupes Facebook et Mobstar de chaque participante.

#### Création des groupes
Le 23 novembre 2021, le tirage au sort pour la création des groupes est réalisé.
15 groupes de 6 candidates ont été confirmés pour le premier tour. À l'issue du second tour, parmi les gagnantes de chaque groupe, 10 d'entre elles seront qualifiées dans le Top 40 final, après une nouvelle compétition.

#### Premier tour
Il y a quinze groupes de six candidates chacun.
- Candidates qualifiées pour le Second tour du Head-to-Head Challenge[210].
- Candidates qualifiées dans le Top 40 via une autre compétition, également qualifiée pour le Second tour du Head-to-Head Challenge.
- Candidates qualifiées dans le Top 40 via une autre compétition.
- Candidates qualifiées dans le Top 40 grâce au jury de sélection.

| Groupe    | Candidate no 1 | Candidate no 2     | Candidate no 3    | Candidate no 4  | Candidate no 5         | Candidate no 6     |
| Groupe 1  | Pérou          | Népal              | États-Unis        | Malaisie        | Portugal               | Bahamas            |
| Groupe 2  | Indonésie      | Salvador           | Albanie           | Angleterre      | Afrique du Sud         | Maurice            |
| Groupe 3  | Namibie        | Slovaquie          | Uruguay           | Paraguay        | République dominicaine | Singapour          |
| Groupe 4  | Pologne        | Sri Lanka          | Îles Caïmans      | Écosse          | Serbie                 | Honduras           |
| Groupe 5  | Angola         | Bolivie            | Ukraine           | Japon           | Suède                  | Venezuela          |
| Groupe 6  | Norvège        | Kenya              | Trinité-et-Tobago | Turquie         | Guadeloupe             | Belize             |
| Groupe 7  | Jamaïque       | République tchèque | Argentine         | Pays-Bas        | Mongolie               | Guinée équatoriale |
| Groupe 8  | Estonie        | Botswana           | Sainte-Lucie      | Islande         | Italie                 | Tunisie            |
| Groupe 9  | Pays de Galles | Bosnie-Herzégovine | Viêt Nam          | Brésil          | Moldavie               | Bulgarie           |
| Groupe 10 | Équateur       | Madagascar         | Chili             | Irlande du Nord | Luxembourg             | Cameroun           |
| Groupe 11 | Porto Rico     | Slovénie           | Philippines       | Macao           | France                 | Gibraltar          |
| Groupe 12 | Nigeria        | Panama             | Mexique           | Corée du Sud    | Espagne                | Malte              |
| Groupe 13 | Rwanda         | Irlande            | Belgique          | Colombie        | Curaçao                | Finlande           |
| Groupe 14 | Costa Rica     | Inde               | Hongrie           | Canada          | Côte d'Ivoire          | Guinée             |
| Groupe 15 | Irak           | Somalie            | Nicaragua         | Arménie         | Chine                  | Guinée-Bissau      |
| Groupe 16 | Ghana          | Ouganda            | Cambodge          | Saint-Martin    | Sénégal                | Haïti              |

#### Second Tour
Le second et dernier tour du Head-to-Head Challenge se compose de 8 duels entre les gagnantes des précédents groupes qualificatifs. 
La candidate obtenant la majorité des voix est qualifiée dans le Top 30.
- Gagnantes du Head-to-Head Challenge, qualifiées dans le Top 30.
- Candidates qualifiées dans le Top 30 grâce au BWAP.
- Candidates qualifiées dans le Top 30 grâce au jury de sélection.

| Duel | Candidate no 1 | Candidate no 2    |
| 1    | Népal          | Indonésie         |
| 2    | Paraguay       | Îles Caïmans      |
| 3    | Venezuela      | Trinité-et-Tobago |
| 4    | Mongolie       | Botswana          |
| 5    | Viêt Nam       | Cameroun          |
| 6    | Philippines    | Mexique           |
| 7    | Colombie       | Côte d'Ivoire     |
| 8    | Nicaragua      | Haïti             |

## Observations